# Åryds församling
Åryds församling var en församling i Karlshamn-Trensums pastorat i Listers och Bräkne kontrakt, Lunds stift och Karlshamns kommun. Församlingen uppgick 2021 i Karlshamns församling.
Församlingskyrka är Åryds kyrka. 

## Administrativ historik
Församlingen har medeltida ursprung med en kyrka från 1200-talet.
Församlingen har bildat pastorat med Hällaryds församling fram till 1937 och från 1962 till 2014, för att i perioden dessemellan varit ett eget pastorat. Från 2014 till ingick församlingen i Karlshamn-Trensums pastorat. Församlingen uppgick 2021 i Karlshamns församling.